# La Mancha

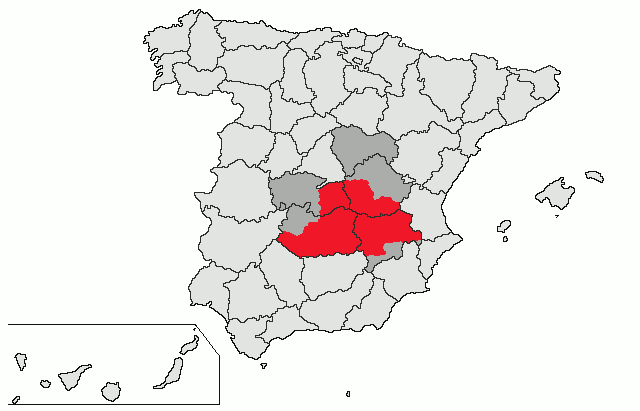
Poloha La Manchy (červeně) a autonomního společenství Kastilie-La Mancha (šedě) na mapě Španělska

La Mancha je historický region Španělska spadající pod dnešní autonomní společenství Kastilie-La Mancha (zaujímá jeho centrální a jihozápadní část – části provincií Ciudad Real, Albacete, Cuenca a Toledo).
La Mancha je největší náhorní plošinou Španělska. Průměrná nadmořská výška je 550–600 m n. m. Celý kraj je velmi suchý; odtud pochází i název kraje – označení La Mancha vzniklo z arabského al-manša – „bez vody“ a nemá tak nic společného se španělským slovem mancha – „skvrna“.
La Manchu proslavil Cervantesův román Důmyslný rytíř Don Quijote de la Mancha; známé jsou zejména její větrné mlýny, které rytíř považoval za obry. Mancha je také krajem vína a sýra Manchego. Známým rodákem je režisér Pedro Almodóvar.